# Pole Position Eindhoven

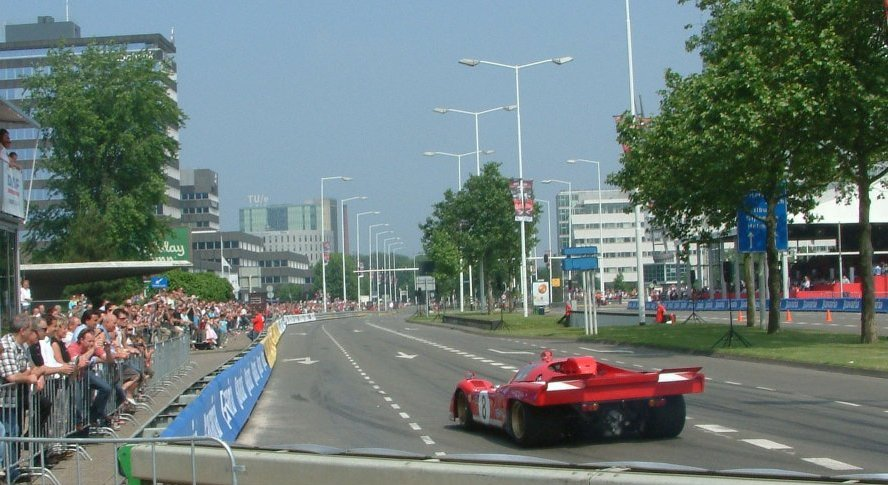
Pole Position 2008: racecircuit in Eindhoven

Pole Position Eindhoven is een meerdaags evenement in Eindhoven dat geheel in het teken staat van ‘automotive’.
In 2008 werd het evenement voor de eerste keer gehouden. Hoogtepunt van het evenement is de afsluitende “stratenraceshow” met onder meer een DAF Formule 3 en de Superleague wagen van PSV. Tevens waren er gedurende het weekend auto’s tentoongesteld zoals de al genoemde auto’s en verder ook bijvoorbeeld een DAF 55 rally en de Corvette C6R circuitwagen van Mike Hezemans. In de week voor het evenement vinden tevens meerdere conferenties en demonstraties plaats.
Eindhoven (en de regio) heeft een historische link met de automobielindustrie vanwege onder meer DAF (automobielen) en VDL (bussen) en biedt op deze manier inzicht in heden en verleden van de automotive industrie in de regio Eindhoven.
Het evenement is gratis toegankelijk en werd in 2008 bezocht door 75.000 bezoekers.

## Trivia
Tijdens het evenement in 2008 werd een fotograaf aangereden nadat een auto slipte wegens lekkende olie.